# Яків Собеський
Яків Собє́ський (пол. Jakub Sobieski; 5 травня 1591 — 23 червня 1646) — шляхтич Речі Посполитої, державний, політичний і військовий діяч Речі Посполитої. Представник шляхетського роду Собеських гербу Яніна. Краківський каштелян (1646). Воєвода белзький (1638–1641) і руський (1641–1646).

## Біографія

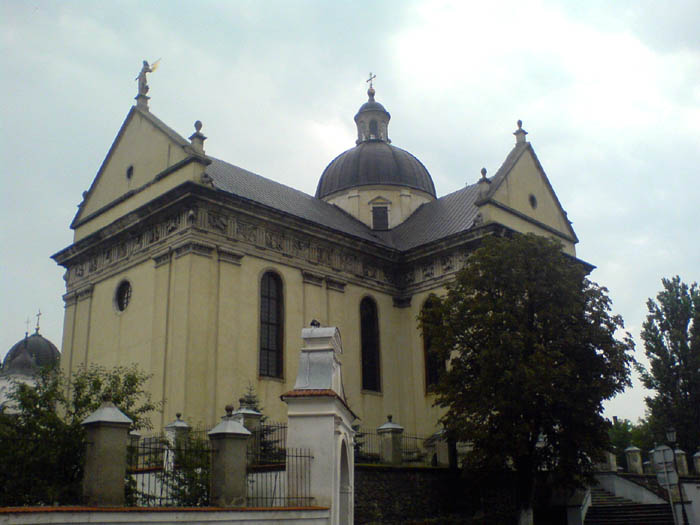
Костел св. Лаврентія (Жовква, місце поховання

Представник знатного магнатського роду Речі Посполитої, син воєводи любельського Марека Собеського та його дружини Ядвіги зі Снопковських; чоловік Софії Данилович, батько короля Яна III Собеського.
Спочатку навчався вдома, потім під керівництвом поета Шимона Шимоновича — за його ініціятиви вступив до Замойської академії. Навесні 1607 року виїхав до Парижа, де упродовж чотирьох наступних років продовжив студії, та час від часу здійснював ознайомчі поїздки до Англії, Нідерландів, Німеччини, Іспанії, Португалії, Франції, Савойї, Італії та Австрії. Повернувшись у 1613 року додому, увійшов до почту королевича Владислава. Упродовж 1613—1616 роках він призначався королівським легатом на сеймик та тричі обирався послом від Люблінського та Волинського воєводств.
На чолі власної гусарської хоругви брав участь у поході королевича Речі Посполитої Владислава IV Вази на Москву у 1618 році. Свій перший бойовий досвід він здобув під час облоги Московського кремля, під стінами якого отримав поранення. Того ж року на посаді військового комісара брав участь у підготовці та укладенні Деулинського перемир'я.
Відіграв важливу роль під час Хотинської битви 1621 року. З невідомих причин Ян-Кароль Ходкевич своєчасно не допоміг козакам, які увірвались у османський табір. Це призвело до відкритого вислову незадоволення. Король призначив депутатів для призначення слідства, один з яких — Яків Собеський — звернувся до них зі схвальною промовою, що заспокоїло ситуацію. Через 3 дні король та Я. К. Ходкевич захворіли на пропасницю: перший вижив, другий помер. Брав участь у розробці умов Хотинського миру 1621 року між Османською імперією та Річчю Посполитою.
Влітку 1624 році відзначився під орудою польного гетьмана Станіслава Конецпольського у битві проти кримських татар, що атакували межі Речі Посполитої. Перебуваючи на посаді красноставського старости, був призначений королем одним з комісарів для укладення Куруківської угоди 1625 року.
У 1627 році після смерті брата Яна успадкував його володіння, об'єднавши усі родинні маєтності. Був посередником у суперечці князя Юрія Збаразького та Олександра Балабана (1629—1630). Близько 1630 року він набув право володіння Зборовом в Руському воєводстві. У 1631 і 1635 роках Собеський придбав від братів Сененських розташований неподалік від Золочева маєток з центром у Поморянах (2 міста, 29 сіл і чималий лісовий масив). У 1633 році разом зі Станіславом Конецпольським відбивав напади татар на Поділля.
З 1637 року перебував головно у Жовкві. Помер від серцевого нападу. Був похований у «Малому Вавелі» (Костелі святого Лаврентія Жовкви). На межі 1693—1694 років за сприяння сина було встановлено тут його надгробок роботи Андреаса Шлютера.

### Посади
1621 року (можливо 1627/1628 роки) — крайчий великий коронний, 1636 року — коронний підчаший. 1638 року белзький воєвода, 1641 року — руський воєвода (або з 1638 року.), 1646 року — краківський каштелян. У 1623, 1626, 1628 і 1632 роках чотири рази обирався маршалком сейму. Також староста красноставський, яворівський, теребовлянський, стрийський, калуський, барський, гневський.

### Власність
Як впливовий шляхтич, був власником кількох міст (зокрема, в 1619–1620 роках купив в Сененських Поморяни); також купив Золочів, Зборів), у 1615 році придбав Озерну),), багатьох сіл. У 1642 р. купив Палац Корнякта у Львові.
Як посаг за дружиною до його маєтностей додалися фактично усі помістя Жолкевських і частина майна Даниловичів: місто Жовква з прилеглими місцевостями та 11 селами, а також волостями: Яричівською (місто Новий Яричів, 11 сіл і лісовий масив Копаня), Озерянською (місто Озерна, 9 сіл та довколишні ліси), Куликівською (місто Куликів і 19 сіл), Маркопольською (місто Маркополь, 12 сіл та ліси), містечко Сасів. Собеському дісталася також Бориспільська волость з містом та 20 селами. У 1640 році, засвідчуючи подяку за добре до неї ставлення, мачуха Якова Собеського заповіла свої маєтності у Люблінському повіті (Гєльчев, Косарув, Пілашковіце, Собіцька Воля), а також Блудів у Волинському воєводстві, його дітям.
Окрім того, Собеський був власником двох невеликих садиб у Львові, садиби у Варшаві і палацу в Любліні. У 1640 році він придбав у кармелітів розкішну кам'яницю Корняктів у Львові.

### Мемуарист
Залишив «Діаріуш Хотинського походу» та «Коментарі про Хотинську війну» (латиною, 1646 р.). У них високо оцінював діяльність гетьмана Петра Сагайдачного, але недооцінював роль українського козацтва під час Хотинської війни 1621 року.

### Меценат
У куплених містах Яків Собеський вкладав кошти в реставрацію існуючих та побудову нових храмів, забезпечував їх фундушами; сприяв діяльності римо-католицьких церковних братств.
- Сучасний Золочівський замок було зведено на кошти Якуба Собеського у 1634 році як оборонну фортецю за проектом невідомого італійського архітектора на місці старого дерев'яного замку.
- Разом з другою дружиною сприяли будівництву костелу Матері Божої Громничої і монастиря кармеліток босих (тепер Церква Стрітення Господнього, УКГЦ) у Львові.

## Родина
1 Дружина — княжна Маріанна Вишневецька (пом. 1624), донька руського та белзького воєводи Костянтина Вишневецького.
Діти:
- дві дівчинки, які померли дітьми, разом з матір'ю були поховані в крипті костелу Золочева.[14]

2 Дружина — Софія Теофіла Даниловичівна.
Діти:
- Марек Собеський (1628—1652) — військовий діяч Речі Посполитої. Страчений Богданом Хмельницьким 1652 року після битви під Батогом.
- Ян ІІІ Собеський (1629—1696) — король Речі Посполитої з 1674 року.
- Катерина Собеська — дружина Владислава Домініка Заславського, а після його смерті — Михайла Казимира Радзивілла.
- Анна Розалія Собеська